# Províncias da África do Sul
A África do Sul encontra-se dividida em nove províncias desde 1994. A tabela seguinte indica, para cada uma das nove províncias, o seu código oficial ISO 3166-2:ZA, o nome em português e a capital.
Subdivisões
As províncias encontram-se divididas em municípios metropolitanos e distritos municipais; estes últimos encontram-se subdivididos em municípios locais e zonas de gestão distrital. A delimitação dos municípios encontra-se inscrita na Constituição, portanto cada alteração implica uma emenda; a última ocorreu em Abril de 2006.
| Lista de municípios                      | Metros | Distritos | Locais | ZGDs |
| ---------------------------------------- | ------ | --------- | ------ | ---- |
| Lista de municípios do Cabo Ocidental    | 1      | 5         | 24     | 5    |
| Lista de municípios do Cabo Oriental     | 2      | 6         | 38     | 2    |
| Lista de municípios do Cabo Setentrional | –      | 5         | 27     | 5    |
| Lista de municípios do Estado Livre      | 1      | 4         | 20     | 1    |
| Lista de municípios de Gauteng           | 3      | 3         | 9      | 1    |
| Lista de municípios de KwaZulu-Natal     | 1      | 10        | 50     | 4    |
| Lista de municípios de Limpopo           | –      | 5         | 25     | 1    |
| Lista de municípios de Mpumalanga        | –      | 3         | 17     | 1    |
| Lista de municípios de Noroeste          | –      | 4         | 21     | –    |
| Total                                    | 8      | 45        | 231    | 20   |

| Código ISO | Português         | Capital           |
| ---------- | ----------------- | ----------------- |
| ZA-WC      | Cabo Ocidental    | Cidade do Cabo    |
| ZA-EC      | Cabo Oriental     | Bhisho            |
| ZA-NC      | Cabo Setentrional | Quimberlei        |
| ZA-FS      | Estado Livre      | Bloemfontein      |
| ZA-GP      | Gautengue         | Joanesburgo       |
| ZA-NL      | KwaZulu-Natal     | Pietermaritzburgo |
| ZA-LP      | Limpopo           | Polokwane         |
| ZA-MP      | Mepumalanga       | Nelspruit         |
| ZA-NW      | Noroeste          | Mafikeng          |

Regiões históricas
Antes de 1994, a África do Sul estava dividida em quatro províncias e dez bantustões. A tabela seguinte indica de que territórios foram criadas as actuais províncias.
| Província         | Província anterior e bantustões                       | Área (km²) | População (2001) |
| ----------------- | ----------------------------------------------------- | ---------- | ---------------- |
| Cabo Ocidental    | Cabo                                                  | 129 370    | 4 524 335        |
| Cabo Oriental     | Cabo, Transkei, Ciskei                                | 169 580    | 6 436 761        |
| Cabo Setentrional | Cabo                                                  | 361 830    | 822 726          |
| Estado Livre      | Estado Livre de Orange, QwaQwa                        | 129 480    | 2 706 776        |
| Gautengue         | Transvaal                                             | 17 010     | 8 837 172        |
| Cuazulo-Natal     | Natal, KwaZulu                                        | 92 100     | 9 426 018        |
| Limpopo           | Transvaal, Venda, Leboua, Gazanculo                   | 123 900    | 5 273 637        |
| Mepumalanga       | Transvaal, KwaNdebele, KaNgwane, Boputatsuana, Lebowa | 79 490     | 3 122 994        |
| Noroeste          | Transvaal, Cabo, Boputatsuana                         | 116 320    | 3 669 349        |